# Fontrabiouse
Fontrabiouse település Franciaországban, Pyrénées-Orientales megyében. Lakosainak száma 137 fő (2022. január 1.). Fontrabiouse Artigues, Orlu, Le Pla, Puyvalador és Formiguères községekkel határos.

## Földrajz

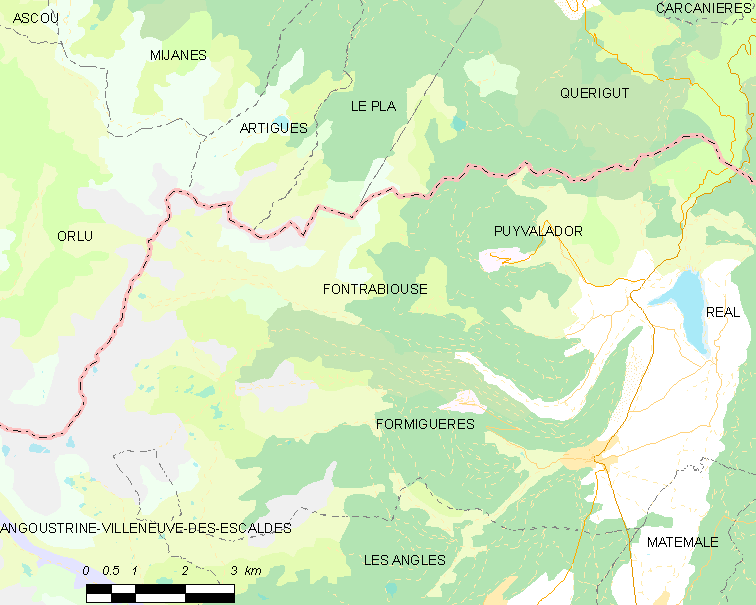
Fontrabiouse és környéke

## Népesség
A település népességének változása:
| Lakosok száma | 135  | 132  | 133  | 127  | 126  | 125  | 124  | 131  | 137  |
|               | 2013 | 2015 | 2016 | 2017 | 2018 | 2019 | 2020 | 2021 | 2022 |